# Triplectides nathaliae
Triplectides nathaliae là một loài Trichoptera trong họ Leptoceridae. Chúng phân bố ở miền Australasia.